# 국지전
국지전(局地戰)은 제한된 지역에서 어떠한 목적을 달성하려고 벌이는 전쟁 형태로 영어로는 "Limited war, Regional war, Skirmish" 등으로 표현한다. 전면전에 대응하는 개념으로 흔히 사용하며, 전면전 이전 단계를 의미한다.

## 국지전 정의

### 분쟁 단계에서 국지전
국지전은 분쟁 단계 중 하나로 정의한다.
원인 발생부터 대립 개시 및 원인 소멸과 대립 종료, 즉 분쟁 발생과 소멸 과정을 종합해 보면, 비조직적 성격 주체(동일 이해집단) 형성 → 쟁점(목표) 부각 및 확인 → 비무력적(평화적, 외교적) 방법 동원 및 좌절 →대립 의지 축적 → 주체 조직화 → 무력 수단 구비 → 대립 실천(무장 충돌) 순서이다. 
분쟁 과정을 간략하게 설명하면 분쟁은 잠재 → 대립 → 위기 → 국지전 → 전면전 → 휴전 대립 → 해결 단계를 거친다. 이때 국지전은 소규모 게릴라전과 테러전에서 나아가 실질적으로 군 조직을 조직하여 전선을 펼쳐 제한적 무력을 펼치는 단계이다.

### 무력 충돌 강도로서 국지전
국지전은 또한 무력 충돌의 강도 중 하나로서 정의한다.
| 무력 충돌의 강도 | 무력 충돌의 강도 |
| ---------------- | --- |
| A(전면전)급      | 전개한 전투가 전 지역/전선에 걸핀 전면전으로, 보유한 무력을 총동원힌 분쟁. 즉 반군세력을 기준으로 연 인원 2천 명(연대급 이상 부대) 이상을 동원하고, 통상 항공기, 중장거리 미사일, 1000t급 이상의 함정, 전차 등의 무기를 동원한 분쟁이다. 전투에 직접 관련한 인명 피해의 양측 합계가 연간 1만 명 이상 사망자를 발생시킨 분쟁의 강도이다.       |
| B(국지전)급      | 전개한 전투가 일부 지역/전선에 걸친 국지전으로, 부분적이고 제한적인 무력을 동원한 분쟁이다. 즉 대대(500명)-연대(2000명)급 부대와 야포 및 로켓포, 중단거리 미사일, 일부 기동화력(장갑차, 소형함정) 등의 무기가 사용되거나, 인명 피해의 수준이 1천 명 이상의 사망자를 발생시킨 분쟁의 강도                                                      |
| C(게릴라전)급    | 전개된 전투가 명확한 전선을 형성하지 않은 상태(장악 지역의 가변성)에서 수행되는 게릴라전 수준으로서, 조직적인 소규모 무력이 동원된 분쟁. 즉 중대(100명)-대대(500명)급 부대가 동원되고, 중/소형 박격포, 기관총 등 휴대용 무기체계와 대형 폭약 등이 주로 동원되거나, 100명 이상의 사망자가 발생하는 수준의 피해규모를 지닌 분쟁에 해당하는 강도 |
| D(폭동, 테러)급  | ‘조직적인’무력 사용이 결여된 분쟁. 즉 중대(100명)급 이하의 무장요원이 동원되고 개인화기 및 테러용 폭약 등이 주로 사용되거나, 100명 미만의 사망자를 발생시킨 분쟁의 강도 |

### 목적
국지전 목적은 다양하다. 우선 국지전은 전면전 전 단계로 기습 공격 특징이 있고 상대 국가를 도발하려는 목적으로 실시한다. 이는 나아가 전면전을 유도하려는 방향으로 활용한다. 다른 경우, 특정 목적으로 국지전을 벌이는 경우가 있다. 전면전 상태로 가기를 원치 않으면서 상대 국가와 전쟁을 원할 때 제한전, 국지전을 벌인다. 전쟁 국가들이 전면전으로 공멸 가능성을 확인하고, 전 세계로 전장을 넓히지 않는 단순 국가간 전쟁으로 끝나기를 원하는 경우가 이에 해당한다. 국지전은 적 전력을 탐색하고, 아군 사기를 높이며, 전면전이 발생할 때 유리한 입지를 차지하려는 목적을 둔다.

### 입장에 따른 국지전 특징
국지전은 전쟁을 바라보는 국가의 여러 가지 입장에서 결정된다. 예를 들어 6.25 전쟁은 전면전으로 또는 국지전으로도 본다. 전면전은 1950년 한반도에 수립한 진정한 공화국이라 자처하던 남한과 북한 사이에 발생한다. 한반도를 국토로 인식하는 남한과 북한 입장에서 두 세력이 한반도 국토 전역에서 맞붙은 전면전이라고 해석한다. 반면 국지전은 미국과 소련 입장에서 발생한다. 세계 여러 곳에서 대립하던 자본주의와 공산주의 두 진영이 세계 도처에서 전면전으로 발전하지 않고 한반도라는 제한적 지역에서 맞붙은 국지전으로 해석한다. 따라서 국지전은 어떤 국가의 입장에서 해석하고 결정하는지 파악해야 한다.

## 대표적인 국지전 사례
세계 각지에서 벌어진 전쟁의 원인이 되거나 대규모 전면전 급보다는 소규모 교전이 있는 사례 만을 나열한다. 또한 북한의 대표적인 국지 도발은 별도로 분류해 시기 순으로 정리한다.

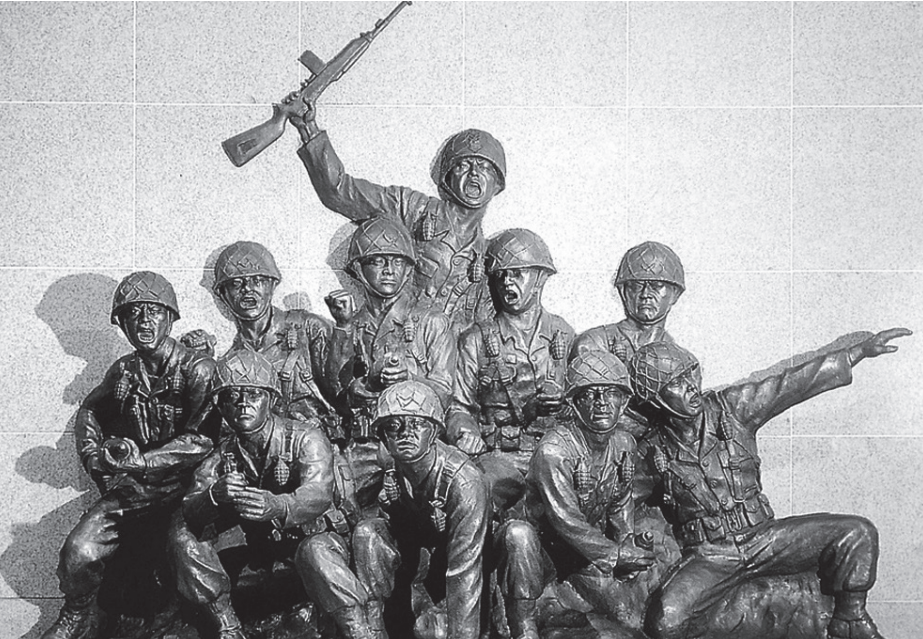
육탄 10용사 부조상

#### 개성 송악산 전투
한국 전쟁 발발 전 1949년 5월 4일 개성부 송악산 고지에서 벌어진 국지적 전투이다.  이 전투에서 한국군은 1000여 명의 사상자를 내고 조선 인민군은 137명의 사상자가 발생했다. 우측 사진은 개성 송악산 전투 중 박격포탄을 안고 적진에서 산화한 육탄 10용사 부조상이다.

#### 판문점 총격 사건
1984년 11월 23일 11시 30분경 당시 소련의 관광 가이드였던 바실리 야코블레비치 마투조크가 갑자기 군사분계선을 넘으며 도움을 요청한 것을 계기로 벌어진 남한과 북한 사이의 전투이다. 월남을 저지하고자 북한 측에서 권총을 발사했지만 실패하자 북한군은 곧바로 군사분계선을 넘어 남쪽 150m까지 침범하였다. 이에 한국군 1명이 전사하였고 미군은 1명이 부상당했다.

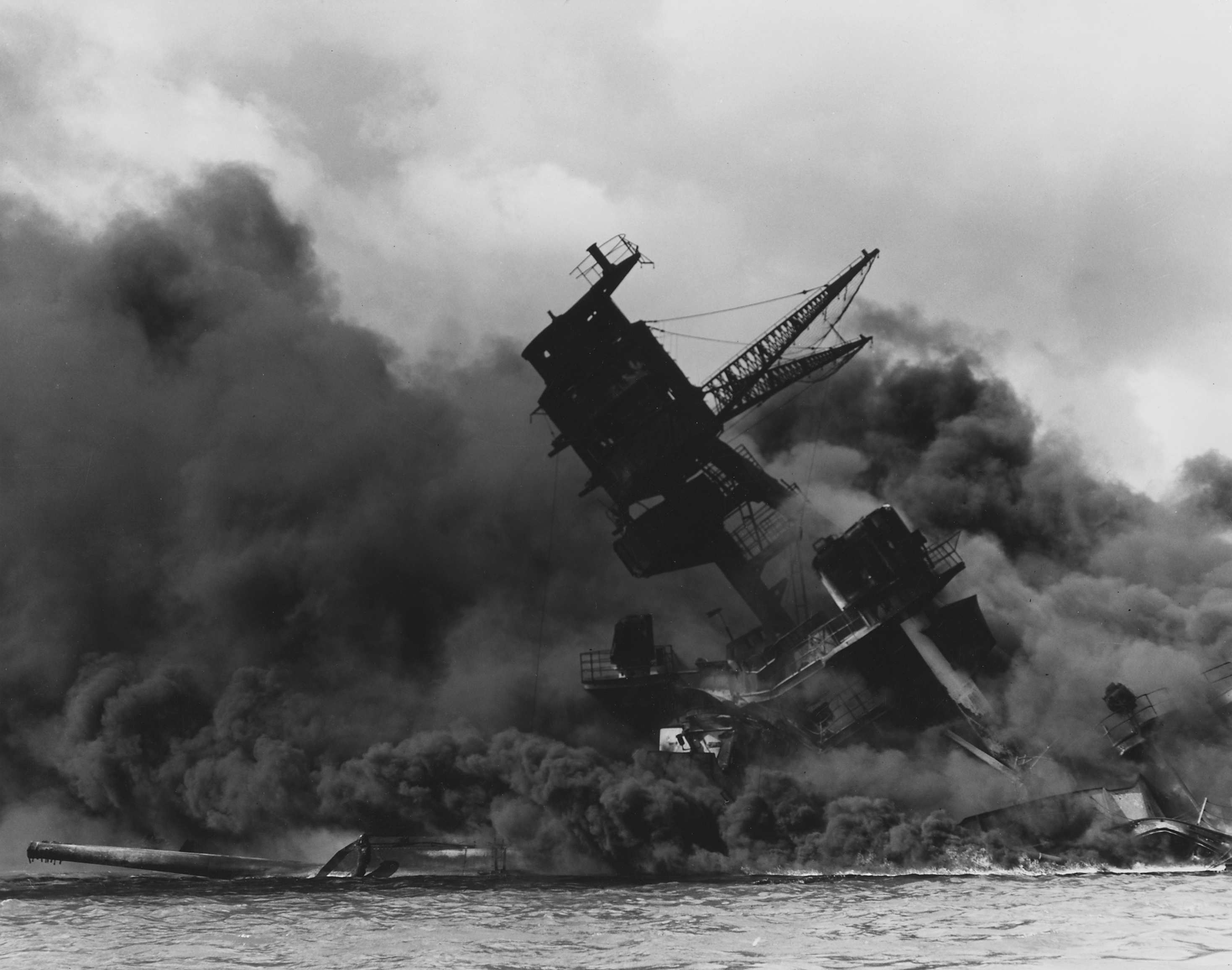
진주만 공습

#### 진주만 공습
1941년 12월 7일 미합중국 하와이주 오아후섬의 미합중국 해군의 진주만 기지를 일본 해군이 기습한 공격이다. 2척의 미 해군의 함선이 피해를 입거나 침몰했고, 188대의 비행기가 격추되거나 손상을 입었으며, 2,335명의 군인과 68명의 민간인 사망자가 나왔다.

#### 파나마 침공

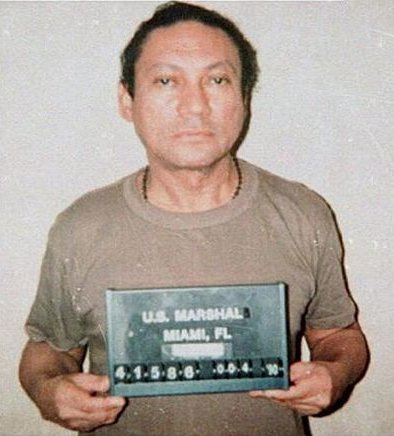
침공 당시 파나마 독재자 마누엘 노리에가

1989년 12월 20일, 파나마 독재자 마누엘 노리에가가 마약 밀수에 관여했다는 명분으로 미국이  병력 2만 4천 명을 파나마로 파병하여 공격하고 노리에가를 체포한 사건이다. 미국 앞잡이였던 파나마 독재자 노리에가는 파나마 운하 운영권을 미국에 넘기지 않으려는 계획을 세웠다. 노리에가는 비밀리에 운하를 국유화하려는 계획이었으나 비밀이 유출되었다. 사실상 미국이 그 계획을 막으려고 파나마를 침공한 사건이다.

#### 소모전 (중동)
1967년부터 1970년까지 이스라엘과 이집트 사이에 벌어진 소모전으로 주로 포격, 공중전, 소규모 공습으로 이루어졌다. 특히 3차 중동전쟁은 현대전에서 단시간에 완벽한 승리를 거둔 전쟁으로 평가된다. 이집트 공군을 궤멸시킨 이스라엘은 제공권을 앞세워 가자지구와 시나이반도를 향해 공세를 개시했다. 초전에서 승기를 잡은 이스라엘은 시나이반도 정복에 성공했다. 선제 기습 공격으로 제공권을 장악한 후 지상전에서도 승리하는 전략으로 10시간 만에 점령하게되자 6월 11일 이스라엘과 이집트-요르단-시리아는 휴전협정을 체결했다. 이는 국지전의 특성과 목적을 잘 보여주는 예시이다.

#### 포클랜드 전쟁
1982년 4월 2일부터 1982년 6월 14일까지 아르헨티나와 영국 사이에 벌어진 전쟁이다. 10주 동안의 전쟁 끝에 양측 모두 1,000명 이상의 사상자를 내고 끝났다.

#### NATO의 유고슬라비아 공습
1999년 3월 24일부터 1999년 6월 10일까지 유고슬라비아 연방공화국에 대해 코소보 전쟁 기간 동안 북대서양 조약기구가 벌인 군사 작전이다. 공습 기간 동안 489명에서 528명의 민간인이 사망했고, 군사 시설 및 거점을 비롯해 회사 또는 기업의 건물과 교량, 공공시설, 산업단지가 파괴되었다.

#### 1967년 인도-중국 전쟁
제2차 중인전쟁은 1967년 중국과 인도 사이에 일어난 전쟁이다. 1967년 나투라와 초라의 충돌로도 알려져 있다. 두 나라는 충돌 이후 인도가 승리해서 히말라야의 소국들을 병합하는 계기가 된다.

#### 노르망디 침공
연합군이 프랑스 노르망디에 상륙하면서 2차 대전에 큰 영향을 미쳤던 작전이다. 노르망디 침공은 기상예보 능력에 대한 판단이 상륙작전의 성패를 결정했다고도 볼 수 있다. 연합군은 날씨와 조수 최적 시기에 작전을 하였고 독일군은 악기상으로 경계를 소홀히 하였다. 국지전에서 기상 상태가 영향을 미칠 수 있음을 보여주는 사례이다.

#### 걸프 전쟁
걸프 전쟁은 이라크 군이 1990년 8월 2일 시작한 쿠웨이트 점령과 병합에 대한 반대로 일어난 미국 주도의 34개국 연합국 병력에 의해 발발한 국지전이다. 이라크 군대를 쿠웨이트에서 몰아내기 위한 공중 및 해상 폭격과 함께 1991년 1월 17일에 시작되어 5주 간 지속되었다. 중동지역에서의 미국의 영향력을 늘리기 위해 미국에서 암암리에 이라크의 쿠웨이트 점령을 부추겼다. 그 후 걸프 전쟁을 통해 영향력을 증대시키고 사우디아라비아에 군사기지를 건설하게 된다.

### 북한의 주요 도발 사례 분석[2]
| 연대     | 발생일     | 유형                  |
| -------- | ---------- | --------------------- |
| 1950년대 | 1958.02.16 | 창랑호 납북 사건      |
| 1960년대 | 1967.01.19 | 해군함정 피격         |
| 1960년대 | 1968.01.21 | 청와대 기습           |
| 1960년대 | 1968.01.23 | 푸에블로호 납치       |
| 1960년대 | 1968.11.13 | 무장공비 침투         |
| 1960년대 | 1969.12.11 | 여객기 피랍           |
| 1970년대 | 1970.06.22 | 국립묘지 폭파기도     |
| 1970년대 | 1974.08.15 | 대통령 저격 기도      |
| 1970년대 | 1974.11.15 | 여객기 피랍           |
| 1970년대 | 1976.08.18 | 판문점 도끼 만행 사건 |
| 1980년대 | 1983.10.09 | 랭군 국립묘지 폭파    |
| 1980년대 | 1987.11.29 | 대한 항공기 폭파      |
| 1990년대 | 1994.06.13 | 핵위기                |
| 1990년대 | 1996.09.17 | 잠수함 침투           |
| 1990년대 | 1998.06.22 | 잠수함 침투           |
| 1990년대 | 1999.06.15 | 제1 연평해전          |
| 2000년대 | 2001.06.02 | 북한 상선 영해침범    |
| 2000년대 | 2002.06.29 | 제2 연평해전          |
| 2000년대 | 2009.11.10 | 대청해전              |
| 2000년대 | 2010.03.26 | 천안함 피격           |
| 2000년대 | 2010.11.23 | 연평도 포격           |

#### 제1 연평해전
1999년 6월 15일 오전 서해 연평도 인근 해상에서 북방한계선(NLL)을 넘어 한국 영해를 침범한 북한 경비정을 한국 해군의 고속정이 선체를 충돌시키는 방법으로 밀어내는 과정에서 일어난 전투

#### 제2 연평해전
2002년 6월 29일 오전 10시 25분 무렵, 서해 북방한계선(NLL) 남쪽 3마일, 연평도 서쪽 14마일 해상에서 일어났다. 1999년 6월 15일 오전에 발생한 제1차 연평해전이 벌어진 3년만에 같은 지역에서 일어난 남북한 함정 사이의 해전

#### 대청해전
2009년 11월 10일 북한 경비정은 서해 대청도 인근 북방한계선(NLL)을 넘어와 우리 해군 고속정에 조준 사격했다가 2분 만에 4,900여 발의 집중 포화를 맞고 침몰 직전 퇴각한 사건

### 6.25 전쟁과 국지전
6.25전쟁과 관련된 여러 시각 중, 1950년 이전부터 이미 정치적, 이념적 대립에 따른 국지적 무력 충돌이 수십 차례 계속되었으며 그것이 확대되어 6.25 전쟁이 되었다는 시각인 '내란 확장설'에 의하면, 1950년 6월 25일 이전에 이미 수많은 국지전과 무력 충돌이 있었으며, 1950년 6월 25일에도 사람들은 기존의 국지전의 연장으로 인식하여 피난을 가지 않았다고 한다. 이러한 시각에 따르면, 전쟁 기간은 다음과 같이 구분한다.
1. 작은 전쟁( ~ 1950년 6월 25일): 38선 부근에서의 국지적 무력 충돌이 계속됨.
2. 제한 전쟁(1950년 6월 25일 ~ 1950년 7월 1일): 북한이 대규모 무력 동원을 통해 대한민국의 수도 서울을 전격 침탈하여 불법으로 통일 정부를 수립하려 함.
3. 전면 전쟁(1950년 7월 1일 ~ 1950년 10월): 일본에 주둔하고 있던 대대규모의 미군 스미스부대가 참전, 북한은 7월 1일부로 전시국가총동원령을 발령함.
4. 확대 전쟁(1950년 10월 ~ 1951년 6월): 인천상륙작전의 성공 후 UN연합군은 서울을 수복함. 이후 항복을 재차 권고했으나 대답이 없어, 국군이 최초로 38선을 넘어 북진 시작, 곧 유엔군도 진격 시작, 평양 수복, 압록강까지 진격했으나, 중국 인민해방군 참전으로 이어짐. 전쟁이 새로운 국면으로 접어듦.
5. 고착 전쟁(1951년 6월 ~ ): 중국 인민해방군의 2차례에 걸친 춘계공세를 막아내고 연합군의 막강한 화력에 공산 측이 정전협정을 받아들임.

## 사이버 공간에서의 국지전
국지전은 현실에서 벌어지는 물리적 충 만이 아닌 사이버 공간에서도 벌어지는 충돌에도 해당된다. 사이버 공간에서 적국의 정보를 빼내거나 네트워크 시스템을 마비시켜 교란시킬 목적으로 이루어진다. 
상상 속의 사이버 전쟁은 비동역학적 전쟁의 갈망, 즉 대량 학살 없이 한 사회 전체의 무장을 해제시키고 무력하게 만드는 교전 형태의 갈망에서 비롯한 자연스러운 귀결이었다. 그렇기 때문에 갑작스러운 공격이 사회적 경제적 붕괴를 초래하는 '사이버 진주만'이라는 최악의 경우에 관한 불안이 이어졌던 것이다.
........(중략).........

사이버 전쟁은 약한 형태의 위협을 가할 기회를 제공한다. 관심사를 알리고 가까운 장래에 공격이 점차 강화될 수 있음을 암시한 것이다. 이것은 2007년에 에스토니아를,이듬해에 조지아를 사이버 폭격한 러시아의 형태를 해석하는 한 가지 방법이다. 두 사례 중 어느 것에도 서비스 거부 공격 효과는 오래가지 않았지만 둘 다 조만간 벌어질 수 있는 일에 대한 경고 역할을 했다. 이런 식으로 국가들은 "작은 만행과 정도, 방해, 파괴, 나아가 사이버 괴롭힘까지 범죄를 저지르며 점점 더 개인 해커"처럼 행동했다. 사이버 전쟁은 지나친 도발을 피하면서도 탐색을 지속하는 명확한 한계가 없는 자유로운 형태의 분쟁이지만 신뢰할 수 있는 국가의 행태에는 어울리지 않는 수준에서 여전히 수행되고 있다. 이러한 점에서 사이버 공격은 전략 폭격보다는 비정규전에 더 비슷해지고 있다.
위 글에서 서술한 것과 같이 사이버 전쟁은 대체로 국지전에서 볼 수 있는 성격을 지닌다. 적국의 사이버 망을 기습적으로 공격하며 대규모로 벌이는 것이 아닌 개인의 행동처럼 국가가 소규모로 괴롭히는 형태이다. 그러나 최근 러시아-우크라이나 전쟁에서 사이버전이 현대 전면전으로 벌어지게 되었고, 기존의 국지전으로서의 사이버전과는 다른 양상을 보이고 있다.

## 한국의 국지전 대비

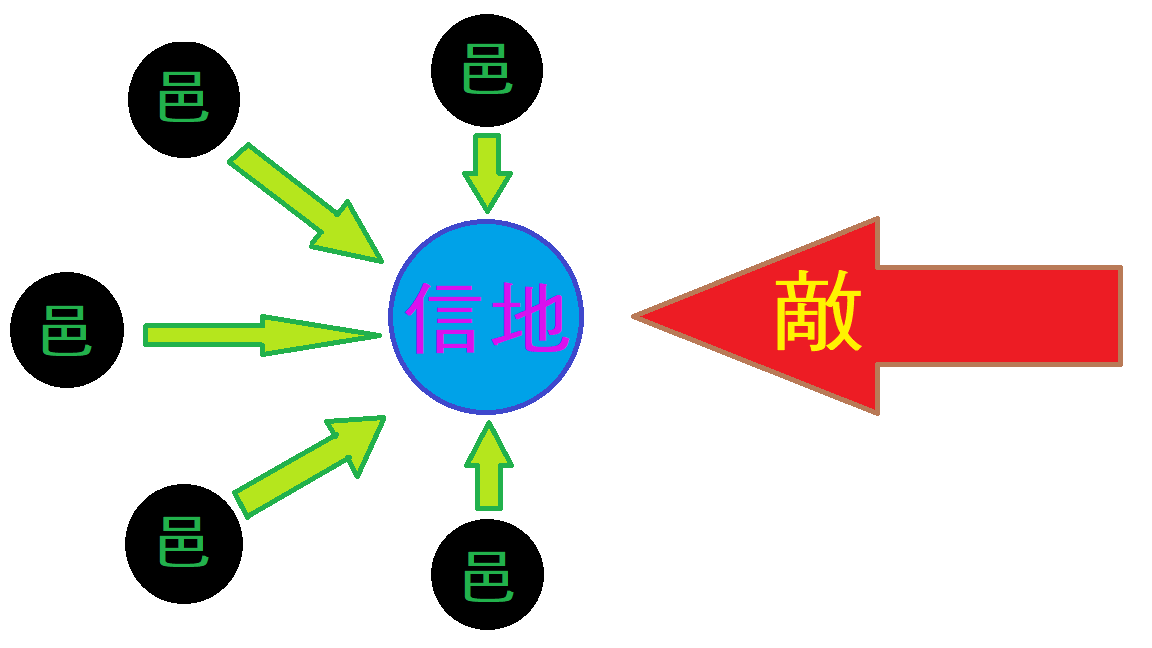
제승방략

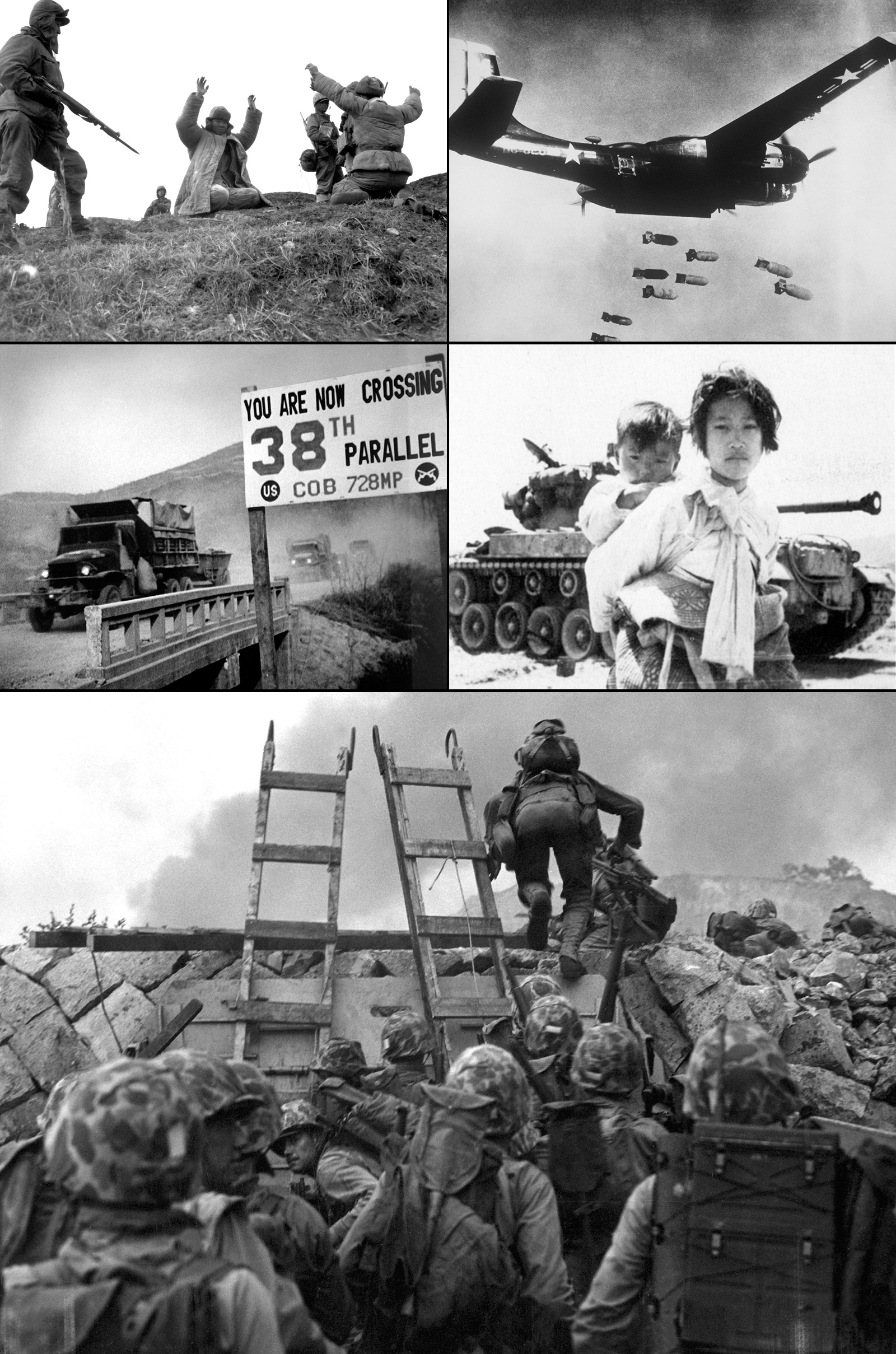
한국전쟁

### 과거
과거 조선 시대의 제승방략 체제는 대표적인 국지전 대비 전술이었다. 조선 전기 국방 체제는 1457년(세조 3) 만들어진 진관 체제(鎭管體制)였다. 이는 병력 이동 없이 행정 단위에 따라 소속 지역을 지키는 전략이었기 때문에 많은 군사와 군비(軍費)를 발생시켰다. 또한 진관 체제는 군사를 분산시키게 되므로 상습적으로 침입을 당하는 지역이나 군사 요충지를 선별하여 병력을 집중시키기가 어려웠다. 그래서 조선 전기의 골칫거리였던 북방 여진족과 남해안 왜구와 벌이는 소규모 국지전에 대처하기에는 비효율적이었다.
조선 정부는 1510년(중종 5) 일어난 3포 왜란을 계기로 하여 전투가 벌어지는 거점 지역에 각 진관의 수령이 휘하 군사들을 이동시키고, 중앙 정부에서 보낸 군사 전문 지휘관의 지휘를 받는 전략, 곧 제승방략(制勝方略)의 방어 체제를 구축하였다. 조선 정부는 비전문가가 지휘하는 분산적 방어 시스템을 전문가가 지휘하는 집중적 방어 시스템으로 변화시킴으로써 변방의 국지전에 효과적으로 대응할 수 있었다. 그러나 제승방략은 전술적 차원의 대응 개념이지 전면전쟁에 대비한 전략적 차원의 대응 개념으로 적합하지 않았다. 따라서 제승방략 체제는 임진왜란이라는 대규모 전면전에서 한계가 드러나 폐지된다.

### 1960년대
한국 정부가 국방 분야의 운영 지침을 명확히 설정함으로써 이른바 전략을 개념적으로 제시한 것은 1960년대부터이다. 전쟁이 끝나고 1960년까지 북한은 6·25전쟁으로 인한 국내 후유증을 수습하는 기간으로 사용하였다. 이들은 시간을 벌기위해 대남전략의 방향을 주로 평화공세 선전에 두고 각종 협상을 제안하였다. 이 시기 이후 한국 정부는 국가안전보장체제를 강화하고 국력을 배양하여 국방의 기반을 구축한다는 데 목표를 두고 국방기본정책을 수립하였다. 그러나 실질적으로 대미 의존적 관계를 탈피하지는 못하였다. 정부는 제 3공화국 1차 연도인 1964년 국방기본시책을 '북한의 무력도발에 대비한 군사 대비 태세의 완비'로 설정하고 미국과의 유대를 공고히 하며 군 장비를 현대화하여 북한을 능가하는 군사력을 확보하는데 주안점을 두었다. 전략의 중점은 수도권 방어에 있었으므로 북한의 예상 가능한 침투로를 따라 지상 부대를 밀집 배치함으로써 현 진지를 사수한다는 군사력 운용 및 배비의 개념이 채택됐다. 이를 위해 병력 집약적 군사 자원이 요구되었고 한국군은 지상군, 특히 보병 위주의 군사력 건설에 주력했다.

### 1970년대
1960년대 말 이후 1.21 무장공비사건, 푸에블로호 사건, 닉슨독트린, 그리고 월남 패망 등 일련의 국지 도발과 국외 사건을 겪으면서 한국 정부는 국방의 자주화를 강조하기 시작했다. 이 시기 전략의 기본 개념은 전쟁 억제를 위해서 한미연합 억제 전력으로부터 독자적인 억제 전력으로 전환하며, 전쟁억제를 통해 확보된 시간을 활용해서 공수 양면의 신축성 있는 군사력을 건설함으로써 공격에 바탕을 둔 전략으로 발전시킨다는 것이다.억제 실패의 경우 적용되는 전략은 공세적 전방 방어 전략으로 발전시키며 평시 국지 도발 상황에 대해서는 응분의 응징 보복을 가한다는 것이다.국지 도발 억제를 위해서 이 시기에는 독자성과 공세성이 두드러지게 나타난다.

### 1980년대
한국 정부는 1981년 11월 28일 국방부 정책 회의 의결을 거쳐 국방 목표를 개정하였는데, 그 내용은 적의 무력 침공으로부터 국가를 보위하며 평화 통일을 뒷받침하고 지역적인 안정과 평화에 기여한다는 것이다. 전략은 이에 따라서 한미연합방위태세와 자주국방을 기반으로 적의 전쟁 도발을 억제하여 국가 안전 보장과 평화적 통일 및 번영을 뒷받침하고, 만약 전쟁 억제에 실패하여 전쟁이 발발했을 때에는 적의 전쟁 의지를 조기에 분쇄하여 국토 방위의 목표를 달성하고 국가 이익을 수호하는 것으로 집약된다. 이 시기 전략에서는 독자성과 공세성이 더욱 강조되어 수동적으로 적을 방어하기보다는 선제적으로 적의 도발에 대응하고 강경한 입장을 보여주는 것이 특징이다.

### 1990년대
한국 정부는 대북 관계에서 주도적인 위치를 확보하려 하였다. 이를 위해 실질적인 자주국방을 위한 기반을 조성하고 지속적인 군사력 건설을 통해서 대북 군사 열세를 보완하고자 하였다.이는 독자성의 속성이 1990년대 들어 자주화의 실현으로까지 진일보되었음을 보여주는 것으로 평시 작전통제권 한국군 환수는 이를 보여주는 사례이다. 이 같은 맥락에서 1990년대 전략의 특징은 공세성의 감소와 독자성의 증대로 집약 할 수 있다. 공세성의 감소는 수세에 있어 억제를 강화하겠다는 의지의 표현이다. 이와 함께 독자성이 강화됨에 따라 억제를 달성하기 위해 요구되는 군사력 요소를 한국군이 자체적으로 보유할 필요성이 더욱 증가하였다. 한국군은 자력에 의한 억제 구현이 요청되는 환경에서 지상군 보병 중심에서 해ㆍ공군력 및 지상군 기동 전력 중심으로 군사력 건설 방향을 변화시키는 선택을 하였다.

### 현대

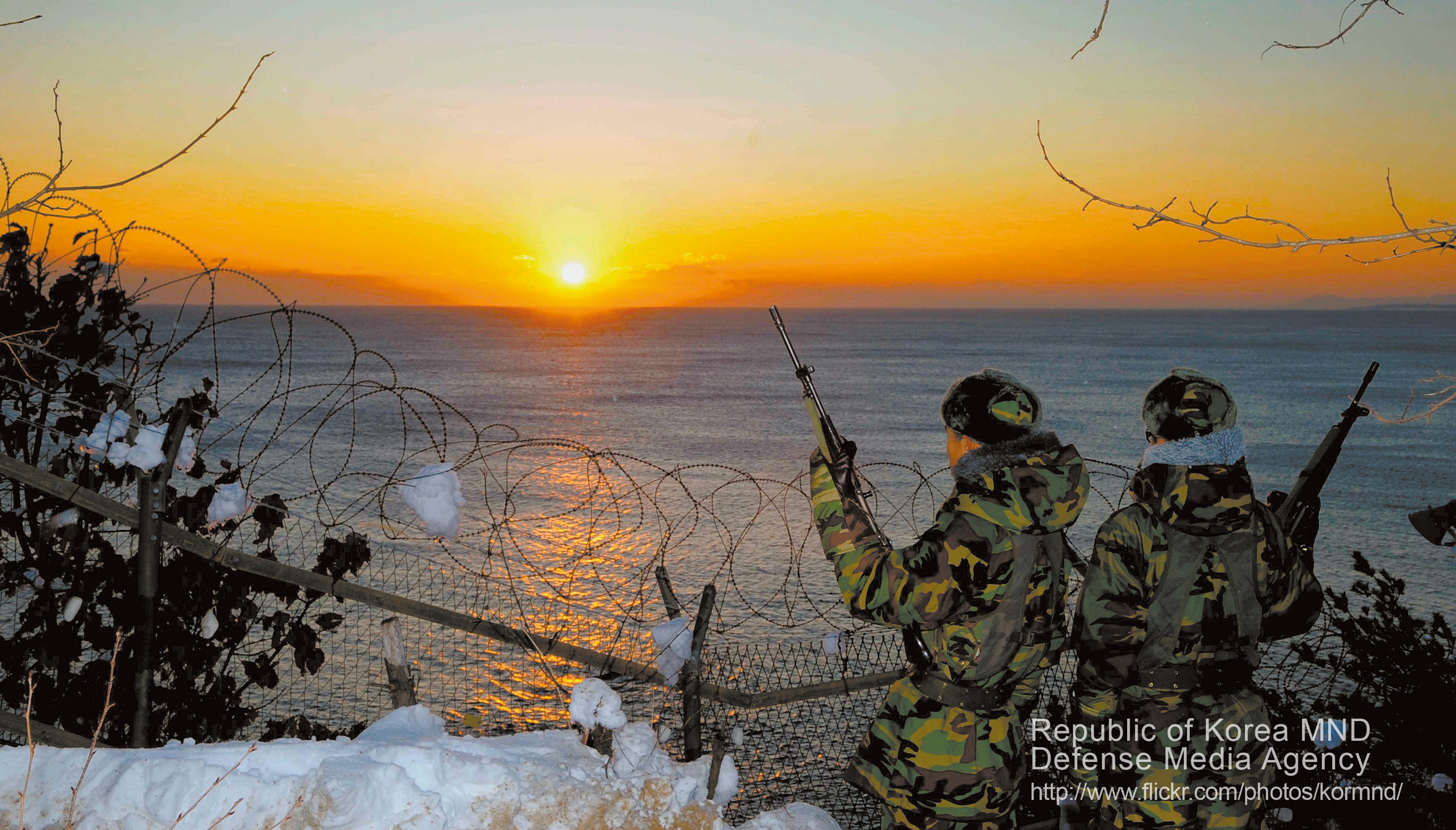
경계근무

현재 한국군은 상당한 군사력을 갖추고 있다. 지상군은 대규모의 상비군을 보유하고 있고 국산으로 대체된 각종 무기는 해외 시장에서 경쟁력을 인정받을 정도로 수준이 높다. 공군은 현존 최강의 전투기로 일컬어지는 F-35 스텔스 전투기를 미 공군과 동시에 운영하는 수준이다. 또한 해군의 경우 구축함ㆍ호위함ㆍ초계정ㆍ유도탄정ㆍ고속정 등 성능이 우수한 한국형 전투함을 지속적으로 건조하여 실전 배치함으로써 전투력이 크게 향상되었다. 국군의 질적 향상과 독자성을 증강함으로써 북한의 국지 도발을 억제하는데 주안점을 두고 있다. 특히 육군에서는 초동조치를 강조하여 당직 및 경계 근무 시행과 5분전투대기부대를 운용하고 있고 최전방에서 수색대대 운용, GOP 철책근무 등으로 계속해서 북한에 대한 경계 태세를 유지해나가며 국지전을 적극적으로 억제하며 대응하고 있다.
- 경계근무와 당직근무
- 초동조치
- 국지전 훈련
- 국지전 지휘권

## 현재의 국지전

세계 각지의 전쟁을 규모 별로 색깔로 나타낸 지도 (2022)
전면전, 사상자 10,000명 이상
국지전, 사상자 1,000–9,999명
게릴라전, 사상자 100–999명
폭동, 테러, 사상자 100명 이하

세계 2차 대전 이후로 현대에 들어서 전면전보다는 국지전의 형태가 빈번하게 벌어진다. 이는 전면전이 벌어지기 위해서는 각 국가들이 사회의 자원들 대부분을 전쟁에 동원되는 모든 자원들로 변환 시켜야만 하고 전쟁 기간 동안 국가가 짊어져야 하는 경제적, 정치적 리스크가 상당하기 때문이다. 또 다른 이유는 파괴력과 신속한 배치로 인해 제2차 세계 대전과 같이 국가 자원의 완전한 동원을 병참적으로 비실용적이고 전략적으로 무의미하게 만드는 핵무기의 가용성 때문일 수 있다. 현대에 들어 핵무기의 등장은 전쟁 양상의 변화를 가져왔다. 핵무기의 가공할만한 파괴력은 전쟁에서의 핵무기의 유용성에 대한 논란을 가져오기도 하였지만, 전쟁이 수행되는 양상 자체를 바꾼 것이다. 이것은 전쟁의 목적과 전쟁을 위하여 사용하는 수단, 지리적 공간의 제한을 불러왔다. 제한ㆍ국지전쟁의 등장이 그것이다. 사실 제한 ㆍ국지전쟁의 등장이 핵무기에 의한 것만은 아니지만, 핵무기의 등장이 현대에서 제한ㆍ국지전쟁의 특징을 더욱 뚜렷하게 한 것은 사실이다. 정리하자면 전면전의 큰 리스크와 더불어 핵무기로 인해 전면전의 수행이 어려워지면서 현대에 이르러서는 국지전이 대두되었다는 것이다.

## 미래의 국지전

### 로봇 기술의 도입

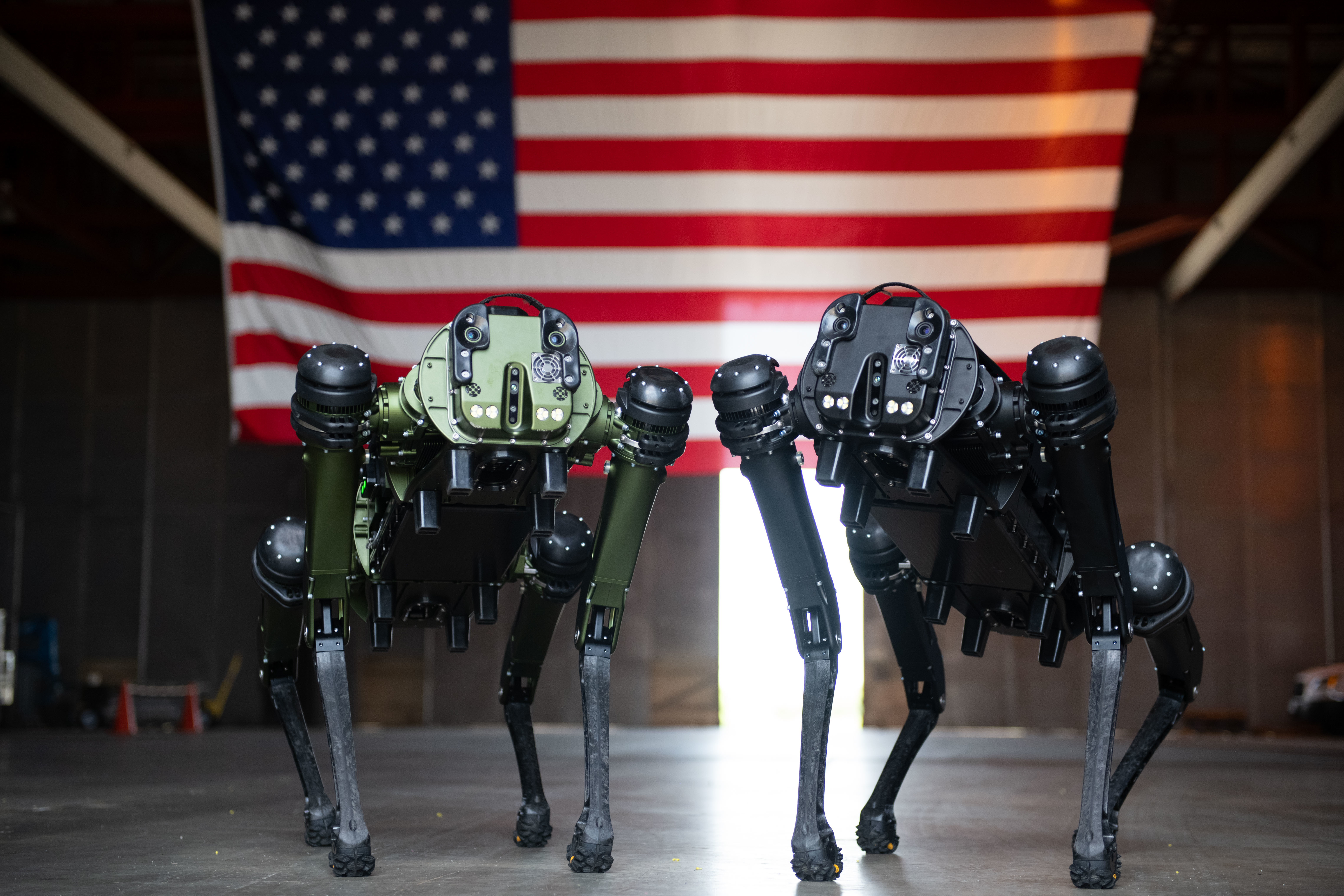
견마로봇

최근 아프가니스탄 전과 이라크 전에서 새로운 전쟁 양상을 볼 수 있다. 미군은 약 4000대 이상의 로봇 병사들을 실전에 투입하였고 각종 폭발물 제거, 감시 및 정찰 임무를 훌륭히 수행하였다. 또한 러시아-우크라이나 전에서는 드론이 다방면으로 활용되는 모습을 볼 수 있었다. 미 육군의 미래전투체계(FCS : Future Combat System)계획과 맞물려 전투 로봇까지 투입되고 있는 실정이다. 이처럼 여러 국방 분야에서 발전된 과학기술이 응용되는 가운데 특히 경계, 감시, 정찰 분야에서 로봇의 소요가 증가하고 있다. 미래전의 개념이 구체화 되면서 전장에서 로봇의 중요성이 부각되고 있다. 대한민국 육군은 군사용 로봇 개발 계획에서 2015년 이전 정찰용 휴대 로봇을 보병 부대 및 대 테러 부대에 배치 운용하고 2015년부터 2020년까지 다목적 ‘견마로봇’을 개발하여 소·중대급에서 지뢰 탐색, 제거, 정찰, 경계 및 순찰 용도로 배치할 예정이다. 이러한 양상에 따라서 로봇과 드론 등의 기계가 인간 대신 경계 작전을 수행하며, 침입 대응, 침투 임무 등의 국지전을 수행하리라 예측되고 있다.

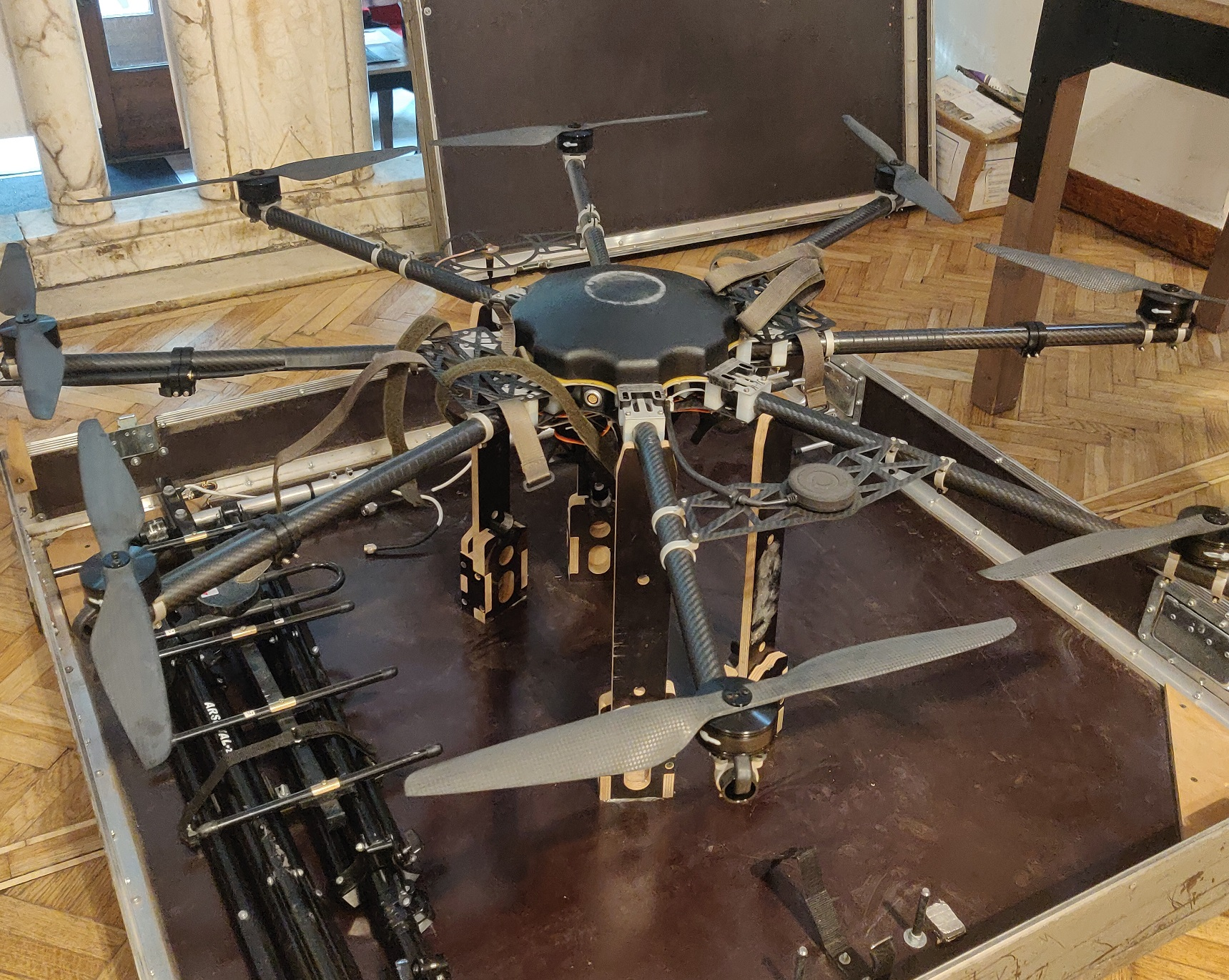
전쟁에서 사용한 우크라이나 드론 R18

이러한 기술 적용에 있어서 기술적인 고려 사항으로는 크게 5가지 분류가 존재한다.
1. 통신
2. 플랫폼
3. 센서노드
4. 자율화
5. 전원 체계 및 피아식별

### 전쟁 형태 결정 요인으로 본 미래의 국지전
군인, 무기, 전장이라는 3가지 전쟁의 구성 요소 측면에서 기동전, 소모전을 결정하는 요인을 분류해보자면 다음과 같다.
| 전쟁의 구성 요소 | 기동전을 추구하는 결정요인                                                                                     | 소모전을 추구하는 결정요인                                                                      |
| ---------------- | --- | ----------------------------------------------------------------------------------------------- |
| 군인             | - 창의적이고 비전통적인 전법의 개발 - 분권화된 지휘통제 - 유능한 간부의 육성                                   | - 수적인 우위 - 중앙집권적 지휘통제 - 무기 체계 개발 및 운영과 관련된 상당 수준의 기술적 전문성 |
| 무기             | - 신속한 기동 능력 - 지휘통제 마비 능력 - 정밀한 타격 능력 - 원활한 군수 지원 능력 - 실시간 표적정보 공유 능력 | - 무기의 수량과 화력면에서의 월등한 능력 - 우수한 전쟁 지속 능력 (산업 동원 능력)               |
| 전장             | - 전장을 넘나드는 복합적 전장(지·해·공·우주·사이버) - 민·군의 혼재된 전장 (도시, 회색지대 등)                  | - 지·해·공·우주·사이버의 단층적 전장 - 민·군의 경계가 명확한 전장(전통적 전장)                  |

최근 들어 발생한 국지전 및 여러 분쟁, 전투를 참고할 때 특히 전장 측면에서는 확실히 전장의 복합화가 일어났고, 도심지에서 민·군이 혼재해 전투가 벌어지고 있으므로 기동전을 추구하게 될 것이다. 군인, 무기 측면에서는 국가 별, 각종 조건 별로 참고할 부분이 더 많이 존재하기에 어느 하나로 단정 지을 수는 없다. 비전통적 안보 위협 등 기존과 다른 부분이 많아진 점 역시 그 원인 중 하나이다.

## 참고 문헌
1. Baylis, John; Wirtz, James J.; and Gray, Colin S., eds. (2012), Strategy in the Contemporary World (4, illustrated ed.), Oxford University Press
2. Lawrence Freedman (2020년 6월 17일). 《THE FUTURE OF WAR A HISTORY》. Penguin Books Ltd
3. "KIDA 한국국방연구원". 《개념/용어 소개》
4. 강병철 (2020년 3월 30일). 《한국의 국방 군사전략, 동맹구조, 그리고 국방개혁》. 바른북스.
5. 국방군사연구소. 《국방정책변천사》
6. 국방부. 《국방백서 1988》
7. 김성우.(2014). 북한의 대남 도발 사례분석. 융합보안논문지. 14(3)
8. 서동철, 이우찬, 황춘식. (2008). 군 경계 및 감시로봇 운용개념 연구. 한국군사과학기술학회지 , 11(1), 5-14.
9. 안광수 ( An Kwangsoo ). 2020. 제한·국지전쟁에서 우위확보를 위한 군 구조 발전방향. 한국국가전략, 5(3) : 35-63
10. 육군본부. 《육군발전사 제 4집》
11. 장진오. (2022). 미래 전쟁양상 변화 예측과 한국군 발전 방향: 전쟁 구성요소와 전쟁 형태의 관계성을 중심으로. 한국군사학논집, 78(3), 1-27.
12. 전성원. (2002). 20세기 세계의 국지전 그 뿌리와 결과. 황해문화. 34()
13. 최병옥. 《광복 50년, 국방정책의 변화와 발전방향》